# Khawla Al Khuraya
Khawla S. Al Khuraya (خولة بنت سامي الكريع) es una médica saudí, especialista en cáncer. Es profesora  de patología y dirige el Centro Nacional Rey Fahad para el Cáncer infantil e Investigación.

## Carrera
Al Khuraya nació en la provincia de Yauf en Arabia Saudita. Fue admitida en la Universidad Rey Saúd en Riad y obtuvo su doctorado en Medicina y Cirugía General. Completó su residencia en patología clínica en Washington, D.C. en el Hospital Universitario de Georgetown. Después completó un fellowship en diagnóstico molecular y hematopatología en el Instituto Nacional del Cáncer.
Al Khuraya fue quien primero identificó el gen FOSM1, el cual incita al cuerpo humano a formar células cancerígenas.
Por su investigación sobre el cáncer Al Khuraya recibió la Orden de Abdulaziz al Saud en 2010. Fue la primera mujer saudí que recibió este premio. La televisión y los diarios saudíes mostraron al Rey Abdalá estrechando su mano y colocando la medalla en su cuello. Esta exhibición pública de proximidad con una mujer que no era familia fue algo sin precedentes en la época.
Estuvo entre las 30 mujeres que en 2013 fueron nombradas por el Rey Abdalá a la Asamblea Consultiva de Arabia Saudita, un ente asesor que propone leyes.